# Peter Kühn (Germanist)
Peter Kühn (* 1949 in Berlingen) ist ein deutscher Sprachwissenschaftler und emeritierter Professor für germanistische Linguistik.

## Studium, Forschung und Lehre
Nach dem Abitur studierte Peter Kühn  die Fächer Germanistik und Politische Wissenschaft an den Universitäten Bonn und Trier. Nach der Wissenschaftliche Prüfung für das Lehramt an Gymnasien in den Fächern Germanistik und Politikwissenschaft an der Universität Trier (1976) arbeitete er als wissenschaftlicher Mitarbeiter im Fachteil germanistische Linguistik an der Universität Trier. Im Jahre 1977 promovierte Peter Kühn mit der Dissertation Der Grundwortschatz. Bestimmung und Systematisierung. 1981 legte er in den Fächern Deutsch und Sozialkunde die Zweite Staatsprüfung für das Lehramt an berufsbildenden Schulen ab. 1993 habilitierte sich Peter Kühn an der Universität Trier mit einer linguistischen Arbeit Mehrfachadressierung. Theorie einer adressatenspezifischen Polyvalenz sprachlichen Handelns. Ab 1998 ist Peter Kühn Professor für germanistische Linguistik und Deutsch als Fremdsprache in Trier. Seine Schwerpunkte in Forschung und Lehre liegen in den Bereichen Handlungstheorie und Pragmatik, Lexikologie und Lexikographie,  Phraseologie, Grammatik und Syntax, Textlinguistik, Medienwissenschaften, Interkulturelle Semantik und Kommunikation, Dialektologie, Didaktik und Methodik Deutsch als Erst-, Zweit- und Fremdsprache, Schulbücher und Schulentwicklungsforschung, Luxemburgistik.

## Publikationen (Auswahl)
Neben zahlreichen wissenschaftlichen Aufsätzen und Abhandlungen publizierte Peter Kühn Monographien, Sammelbände und Lehrbücher und -materialien:

### Wissenschaftliche Buchpublikationen
- Deutsche Wörterbücher. Niemeyer, Tübingen 1978, ISBN 3-484-10323-X.
- Der Grundwortschatz. Niemeyer, Tübingen 1979, ISBN 3-484-10335-3.
- Daniel Sanders: Deutscher Sprachschatz. 2 Bände. Niemeyer, Tübingen 1985, ISBN 3-484-30906-7.
- W. Holly, U. Püschel: Politische Fernsehdiskussionen. Niemeyer, Tübingen 1986, ISBN 3-484-34018-5.
- Mit dem Wörterbuch arbeiten. Dürr, Bonn 1987, ISBN 3-8181-4163-0.
- W. Holly, U. Püschel: Redeshows. Niemyer, Tübingen 1989, ISBN 3-484-34026-6.
- A. Krikness, H. E. Wiegand: Studien zum deutschen Wörterbuch von Jacob Grimm und Wilhelm Grimm. 2 Bände. Niemeyer, Tübingen 1991, ISBN 3-484-30933-4.
- Kleine Didaktik und Methodik der Wörterbucharbeit. Dümmler, Bonn 1994, ISBN 3-427-31931-8.
- Mein Schulwörterbuch. 7. Auflage. Schroedel, Braunschweig, ISBN 978-3-507-41007-7.
- Mehrfachadressierung. Niemeyer, Tübingen 1995, ISBN 3-484-31154-1.
- Hörverstehen im Unterricht Deutsch als Fremdsprache. Lang, Frankfurt am Main 1996, ISBN 3-631-49206-5.
- I. Honnef-Becker: Deutsch als Fremdsprache. Groos, Heidelberg 1998, ISBN 3-87276-824-7.
- Wortschatzarbeit in der Diskussion. Olms, Hildesheim 2002, ISBN 3-487-11330-9.
- Mein erstes Schulwörterbuch. Wolf, Regensburg 2002, ISBN 3-523-70093-0.
- Deutsch. Die standardisierten Prüfungen zum Abschluss der Primärschule. MEN, Luxembourg 2002.
- I. Honnef-Becker: Über Grenzen. Literaturen in Luxemburg. Editions Phi, Esch 2004, ISBN 2-87962-190-9.
- Übungsgrammatiken Deutsch als Fremdsprache. Becker und Kuns, Regensburg 2004, ISBN 3-88246-238-8.
- I. Honnef-Becker, F. Melan, P. Reding: Sprachkompetenztests Deutsch zum Abschluss des 2., 4., 6. und 9. Schuljahres. MEN, Luxembourg 2005, ISBN 2-87995-456-8.
- P. Reding: Schriftspracherwerb und Rechtschreibung. MEN, Luxembourg 2006, 2-87995-708-7
- Perspektiven der Deutschdidaktik. MEN, Luxembourg 2005, ISBN 2-87995-468-1.
- Interkulturelle Semantik (IKB Band 38), Verlag Traugott Bautz, Nordhausen 2006, ISBN 978-3-88309-209-6.
- Ch. Berg, W. Bos, S. Hornberg, P. Reding, R. Valtin: PIRLS 2006. Lesekompetenzen Luxemburger Schülerinnen und Schüler auf dem Prüfstand. Waxmann, Münster 2006, ISBN 3-8309-1924-7.
- H. Burger, D. Dobrovol'skij, N. Norrick: Phraseologie. Ein internationales Handbuch. 2 Bände. de Gruyter, Berlin 2007, ISBN 978-3-11-017101-3.
- Das Kopftuch im Diskurs der Kulturen (IKB Band 53), Verlag Traugott Bautz, Nordhausen 2008, ISBN 978-3-88309-221-8.
- Bildungsstandards Sprachen. MEN, Luxembourg 2008, ISBN 978-2-87995-962-7.
- Ch. Berg, W. Bos, S. Hornberg, R. Martin, P. Reding, T. Stubbe, R. Valtin: LeseLux. Lesekompetenzen Luxemburger Schüler auf dem Prüfstand. Waxmann, Münster 2009, ISBN 978-3-8309-2222-3.
- Sprache untersuchen und erforschen. Cornelsen/Scriptor, Berlin 2010, ISBN 978-3-589-05151-9.
- I. Honnef-Becker: Sprechen und Zuhören im Deutschunterricht. Bildungsstandards-Didaktik-Unterrichtsbeispiele. Narr, Tübingen 2019, ISBN 978-3-8233-8195-2.

### Schulbücher und Lehrwerke
- Texte hören lernen. Groos, Heidelberg 1991, ISBN 3-87276-646-5.
- Bausteine Jura. Fachdeutsch für Wissenschaftler. Groos, Heidelberg 1992, ISBN 3-87276-682-1.
- Texte hören lernen. Wydawnictwo Energeia, Warszawa 1994, ISBN 3-87276-646-5.
- PNdS/Hörverständnis und mündliche Prüfung PNdS. Seo Woo Suk, Seoul 1996, ISBN 89-7482-057-9.
- I. Honnef-Becker: Grammatik-Baukasten. Zwei Bände. Auer, Donauwörth 1996 und 2000, ISBN 3-403-02766-X, ISBN 3-403-03088-1.
- I. Honnef-Becker: Mit Hörtexten arbeiten. 3. Auflage. Inter Nationes, Bonn 2000.
- Jura. Podręcznik języka niemieckiego dla prawników. Warszawa 1998, ISBN 83-85118-95-0.
- I. Honnef-Becker, R. Sahr: Sprachbuch für das 3. Schuljahr. MEN, Schülerbuch und Lehrerhandreichung. Luxembourg 2003, ISBN 2-495-01129-2.
- I. Honnef-Becker, F. Melan, P. Reding: Lesekompetenz-Tests für die Klassen 5 und 6. 2 Bände. Auer, Donauwörth 2004, 2007, ISBN 978-3-403-04158-0, ISBN 978-3-403-04765-0.
- P. Reding: Lesekompetenz-Tests für die Klasse 4. Auer, Donauwörth 2005, ISBN 3-403-04240-5.
- Arbeitsheft Wörterbuch-Training mit Aufgaben zur Wörterbucharbeit und zur Wortschatzerweiterung. 3. Auflage. Bildungsverlag Eins, Troisdorf 2007, ISBN 978-3-427-31922-1.
- I. Honnef-Becker: Lesetraining Sachtexte. Arbeitsheft für die 5./6. Klasse. Auer, Donauwörth 2007, ISBN 978-3-403-04706-3.
- I. Honnef-Becker, R. Sahr: Sprachbuch für das 4. Schuljahr. Schülerbuch, Arbeitsheft, Lehrerhandreichung. MEN, Luxembourg 2006, ISBN 2-495-01148-9.
- I. Honnef-Becker, M. Kill, A. Trausch: Deutsch-Tests für die Klassen 9 und 10. Auer, Donauwörth 2008, ISBN 978-3-403-04804-6.
- I. Honnef-Becker: Lesen & verstehen. Lesekompetenztraining. Drei Bände. Schroedel, Braunschweig 2008, ISBN 978-3-507-42422-7, ISBN 978-3-507-42423-4, ISBN 978-3-507-42424-1.
- I. Honnef-Becker: Lesekompetenz gezielt fördern. Cornelsen, Berlin 2010, ISBN 978-3-589-05153-3.
- A. Busse, I. Hintz: Wortstark Plus. Differenzierende Ausgabe. Bände 5–10. Schülerbuch, Arbeitsheft, Lehrerhandreichung. Schroedel, Braunschweig 2009–2012.
- A. Busse: Wortstark Basis. Differenzierende Ausgabe. Bände 5–10. Schroedel, Braunschweig 2012–2017.
- I. Honnef-Becker: Sprachfuchs. Vier Bände. Schülerbände, Arbeitshefte, Themenhefte, Lehrerhandreichung. MEN, Luxembourg 2013–2017, ISBN 978-2-495-01191-4, ISBN 978-2-495-01196-9, ISBN 978-2-495-01201-0.